# Mistrovství světa v alpském lyžování 1934
4. Mistrovství světa v alpském lyžování se konalo v roce 1934 v švýcarském Piz Nair a Svatém Mořici.

## Medailisté

### Muži
| Soutěž    | Zlato       | Stříbro     | Bronz                         |
| Sjezd     | David Zogg  | Franz Pfnür | Heinz von Allmen Ido Cattaneo |
| Slalom    | Franz Pfnür | David Zogg  | Willi Steuri                  |
| Kombinace | David Zogg  | Franz Pfnür | Heinz von Allmen              |

### Ženy
| Soutěž    | Zlato            | Stříbro          | Bronz          |
| Sjezd     | Anny Rüegg       | Christl Cranzová | Lisa Resch     |
| Slalom    | Christl Cranzová | Lisa Resch       | Rösli Rominger |
| Kombinace | Christl Cranzová | Lisa Resch       | Anny Rüegg     |

## Přehled medailí
| Pořadí         | Stát           | Zlato | Stříbro | Bronz | Celkově |
| 1              | Německo        | 3     | 5       | 1     | 9       |
| 2              | Švýcarsko      | 3     | 1       | 5     | 9       |
| 3              | Itálie         | -     | -       | 1     | 1       |
| Medailové sady | Medailové sady | 6     | 6       | 7     | 19      |